# Dominique Monami
Dominique Monami (Verviers, 31 de maio de 1973) é uma ex-tenista profissional belga.
Em 1995, ela casou-se com seu treinador Bart Van Roost, com ele teve uma filha e jogou com o nome Dominique Van Roost (a partir da temporada de 1996) até o divórcio, em 2003.

## Olimpíadas

### Duplas: 1 (1–0)
| Posição | Ano  | Campeonato | Piso | Parceira    | Oponentes                            | Placar        |
| ------- | ---- | ---------- | ---- | ----------- | ------------------------------------ | ------------- |
| Bronze  | 2000 | Sydney     | Duro | Els Callens | Olga Barabanschikova Natalia Zvereva | 4–6, 6–4, 6–1 |

## WTA Tour
| Legenda (Simples)    |
| -------------------- |
| Grand Slam Title (0) |
| WTA Championship (0) |
| Tier I (0)           |
| Tier II (0)          |
| Tier III (0)         |
| Tier IV (4)          |

### Simples: 16 (4 títulos, 12 vices)
| Posição | N.  | Ano               | Torneio                 | Piso    | Oponentes                | Placar           |
| Vice    | 1.  | 11 Outubro 1993   | Montpellier, França     | Duro    | Elena Likhovtseva        | 3–6, 4–6         |
| Vice    | 2.  | 30 Outubro 1995   | Quebec City, Canadá     | Carpete | Brenda Schultz-McCarthy  | 6–7(5), 2–6      |
| Campeã  | 3.  | 19 Maio 1996      | Cardiff, Reino Unido    | Saibro  | Laurence Courtois        | 6–4, 6–2         |
| Campeã  | 4.  | 12 Janeiro 1997   | Hobart, Austrália       | Duro    | Marianne Werdel-Witmeyer | 6–3, 6–3         |
| Campeã  | 5.  | 28 Setembro 1997  | Surabaya, Indonésia     | Duro    | Lenka Němečková          | 6–1, 6–3         |
| Vice    | 6.  | 20 Outubro 1997   | Quebec City, Canadá     | Carpete | Brenda Schultz-McCarthy  | 4–6, 7–6(4), 5–7 |
| Vice    | 7.  | 23 Novembro 1997  | Pattaya, Tailândia      | Duro    | Henrieta Nagyová         | 5–7, 7–6(6), 5–7 |
| Campeã  | 8.  | 5 Janeiro 1998    | Auckland, Nova Zelândia | Duro    | Silvia Farina            | 4–6, 7–6, 7–5    |
| Vice    | 9.  | 12 Janeiro 1998   | Hobart, Austrália       | Duro    | Patty Schnyder           | 3–6, 2–6         |
| Vice    | 10. | 9 Fevereiro 1998  | Paris, França           | Duro    | Mary Pierce              | 3–6, 5–7         |
| Vice    | 11. | 23 Fevereiro 1998 | Linz, Áustria           | Carpete | Jana Novotná             | 1–6, 6–7(2)      |
| Vice    | 12. | 18 Maio 1998      | Madrid, Espanha         | Saibro  | Patty Schnyder           | 6–3, 4–6, 0–6    |
| Vice    | 13. | 2 Janeiro 1999    | Auckland, Nova Zelândia | Duro    | Julie Halard-Decugis     | 4–6, 1–6         |
| Vice    | 14. | 20 Setembro 1999  | Luxemburgo, Luxemburgo  | Duro    | Kim Clijsters            | 2–6, 2–6         |
| Vice    | 15. | 19 Junho 2000     | Eastbourne, Reino Unido | Grama   | Julie Halard-Decugis     | 6–7(4), 4–6      |
| Vice    | 16. | 17 Julho 2000     | Knokke-Heist, Bélgica   | Saibro  | Anna Smashnova           | 2–6, 5–7         |

### Duplas: 9 (4 títulos, 5 vices)
| Posição | N. | Ano              | Torneio                 | Surface | Parceira         | Oponentes                         | Placar           |
| Vice    | 1. | 3 Maio 1993      | Liege, Bélgica          | Saibro  | Ann DeVries      | Radka Bobková María José Gaidano  | 6-4, 2-6, 7-6(4) |
| Campeã  | 2. | 18 Julho 1993    | Kitzbühel, Austria      | Saibro  | Li Fang          | Maja Murić Pavlína Rajzlová       | 6–2, 6–1         |
| Vice    | 3. | 11 Outubro 1993  | Montpellier, França     | Duro    | Janette Husárová | Meredith McGrath Claudia Porwik   | 3–6, 6–2, 7–6(3) |
| Vice    | 4. | 21 Outubro 1996  | Luxemburgo, Luxemburgo  | Carpete | Barbara Rittner  | Kristie Boogert Nathalie Tauziat  | 2-6, 6–4, 6–2    |
| Campeã  | 5. | 30 Dezembro 1996 | Auckland, Nova Zelândia | Duro    | Janette Husárová | Aleksandra Olsza Elena Pampoulova | 6–2, 6–7(5), 6–3 |
| Vice    | 6. | 6 Janeiro 1997   | Hobart, Austrália       | Duro    | Barbara Rittner  | Naoko Kijimuta Nana Miyagi        | 6–3, 6-1         |
| Vice    | 7. | 17 Novembro 1997 | Pattaya City, Tailândia | Duro    | Florencia Labat  | Kristine Kunce Corina Morariu     | 6–3, 6–4         |
| Campeã  | 8. | 4 Maio 1998      | Madrid, Espanha         | Saibro  | Florencia Labat  | Rachel McQuillan Nicole Pratt     | 6–3, 6–1         |
| Campeã  | 9. | 13 Agosto 2000   | Los Angeles, EUA        | Duro    | Els Callens      | Kimberly Po Anne-Gaëlle Sidot     | 6–2, 7–5         |

### Confrontos vs Top 10
- Martina Hingis 1-5
- Venus Williams 1-2
- Serena Williams 1-1
- Kim Clijsters 1-1
- Elena Dementieva 1-0
- Lisa Raymond 1-1
- Mary Pierce 0-5
- Barbara Schett 3-1
- Julie Halard-Decugis 2-2
- Lindsay Davenport 2-1
- Nadia Petrova 1-0
- Jennifer Capriati 0-2
- Monica Seles 0-3
- Amanda Coetzer 4-1